# Уайт-Маунтинс (национальный парк)
Национальный парк Уайт-Маунтинс (англ. White Mountains National Park) — национальный парк в Квинсленде, расположенный в 1156 км к северо-западу от столицы штата Брисбена и в 140 км к юго-западу от Чартерс-Тауэрса. Площадь парка составляет 1122 км². Основан в 1990 году.

## Описание
Расположенный в Северном Квинсленде, парк находится примерно в 80 км к северо-западу от Хьюэндена и в 140 км к юго-западу от Чартерс-Тауэрс. Ближайшие населенные пункты - Торрентс-Крик и Пентленд. Шоссе Флиндерс пересекает южную часть парка, где 10-км тупиковая дорога ответвляется к единственному палаточному лагерю Кеннс-Кэмп-Крик. В сезон дождей с ноября по апрель дорога временно непроходима. 
В окрестностях находятся национальные парки Мурринья, Грейт-Басалт-Уолл, Поркьюпайн-Гордж и Блэкбрэс.

## Флора и фауна
Парк является одним из самых ботанически разнообразных в Квинсленде. Биорегион Пустынной возвышенности включает 14 различных экосистем. Здесь произрастает около 430 различных видов растений, среди которых преобладают эвкалипт, акация, чайное дерево и пустошь. Животный мир парка также очень разнообразен: в национальном парке обитает 51 вид рептилий и множество видов птиц, в том числе сапсаны, исполинская кукушка, плащеносная ящерица и гекконы (Nephrurus asper).
Скалы и каньоны из белого песчаника чередуются с песчаными отмелями и дюнами. В зимний и весенний сезоны дождей уровень воды в ручьях и реках повышается, и начинают цвести полевые цветы. 

## Рельеф
В национальном парке встречаются три линии водораздела. Река Бердекин в Коралловое море, река Флиндерс впадает в залив Карпентария и часть течёт на запад в Ла-Манш к озеру Эйр в Южной Австралии. Территория парка входит в Большой Артезианский бассейн.